# رواتو
رواتو (بالإيطالية: Roatto)‏ هي بلدة وبلدية في مقاطعة أستي في إقليم بييمونتي في جنوب إيطاليا.

## السكان
في سنة 1861 بلغ عدد السكان 646 نسمة، وتطور العدد ليصل في سنة 2011 لـ 374 نسمة.
يظهر هذا المخطط البياني تطور النمو السكاني لـ رواتو